# الساندرو نورا
الساندرو نورا (انگلیسی: Alessandro Nora؛ زادهٔ ۲۴ مهٔ ۱۹۸۷) ورزشکار واترپلو اهل ایتالیا است.
وی در مسابقات کشوری و بین‌المللی در مجموع برندهٔ ۱ مدال برنز شده‌است.